# Щурівка (Прилуцький район)
Щурі́вка — село в Україні, в Ічнянському районі Чернігівської області. Населення становить 185 осіб. Входить до складу Ічнянської міської громади.

## Географія
Село Щурівка знаходиться на лівому березі річки Смош, вище за течією на відстані 1,5 км розташоване село Іценків, нижче за течією на відстані 3 км розташоване село Ряшки, на протилежному березі - село Однольків.
На річці зроблена загата.

## Адміністративна належність
Село з 1649 по 1781 рік входило до складу Іваницької сотні Прилуцького полку Гетьманщини.
До 2017 року орган місцевого самоврядування — Щурівська сільська рада.

## Історія
Вперше згадується в 1692 році. Відомо, що територія, де розташована Щурівка та місцевість навколо ще за часів Київської Русі уже була заселена слов’янськими племенами сіверян. За   місцевими  переказами і розповідями старожилів,  село  спочатку називалось Середине (зараз називається так поле). Але це поселення було знищене під час пересування шведів і московитів. Частина жителів, що вціліла, переселилась в ліс, ближче до річки Смош. У лісі водилось багато птахів-щурів, від цього нове поселення ймовірно стало називатись Щурівкою (1715–1720рр.). 
У 1740 році в селі була збудована невелика церква, яка через 75 років була перебудована і збільшена. До  середини 18 ст.  в Щурівці нараховувалось до 180 дворів з населенням біля 750 осіб, більшість яких були кріпаками (кріпацтво введене 1783 року) і лиш невелика частина звала себе козаками. В кінці 18 - на початку 19 ст. в селі було 15–20 грамотних людей (читали і писали). Шкіл і лікарень не було. Хвороби лікували знахарі, населення вмирало від інфекційних хвороб. Холера, що була в селі  у 1831 та 1847 роках  забрала  життя до 50 осіб. Реформа 1861 року в селі пройшла  більш-менш спокійно.
Кінець 19 ст. для Щурівки  характеризується розоренням поміщицьких садиб і  капіталізацією сільського господарства. Одна за одною давні дворянські  гнізда переходили в руки нових великих землевласників.
На початку  20 ст.  в селі  розвивається кустарний промисел, особливо шкіряний. Селяни із Щурівки підтримували жваві торгівельні зв’язки з Іваницею, Ічнею, Прилуками. Торгували в основному сільськогосподарською продукцією, різними кустарними виробами, особливо шкіряним взуттям.
Економіка Щурівки в передвоєнні (1914-1918 рр.) роки характеризується різким коливанням цін в залежності від урожаю. Крім зернових, у великих масштабах вирощувались цукрові буряки, тютюн. 1910 р. замість школи грамоти діяла змішана церковно-парафіяльна школа. У 1912 році зустрічається назва Цурівка.
```
     1859 р. - 63 двори, 788 мешкаців. 
     1900 р. - 162 двори, 933 мешканця.
     1912 р. - ? дворів, 957 мешканців.
     1923 р. – 253 двори, 1145 жителів.
     1996 р. – 119 дворів, 230 жителів.
     2010 р. – 71 двір, 155 жителів. 
     2013 р. – 61 двір, 137 жителів.
[
2
]
```

## Економіка
- «Щурівка», ТОВ.

## Об'єкти соціальної сфери
- Школа I ст.
- Клуб.